# Semjaniwka
Semjaniwka (ukrainisch Сем'янівка; russisch Семьяновка Semjanowka) ist ein Dorf in der ukrainischen Oblast Poltawa mit etwa 1000 Einwohnern (2001).

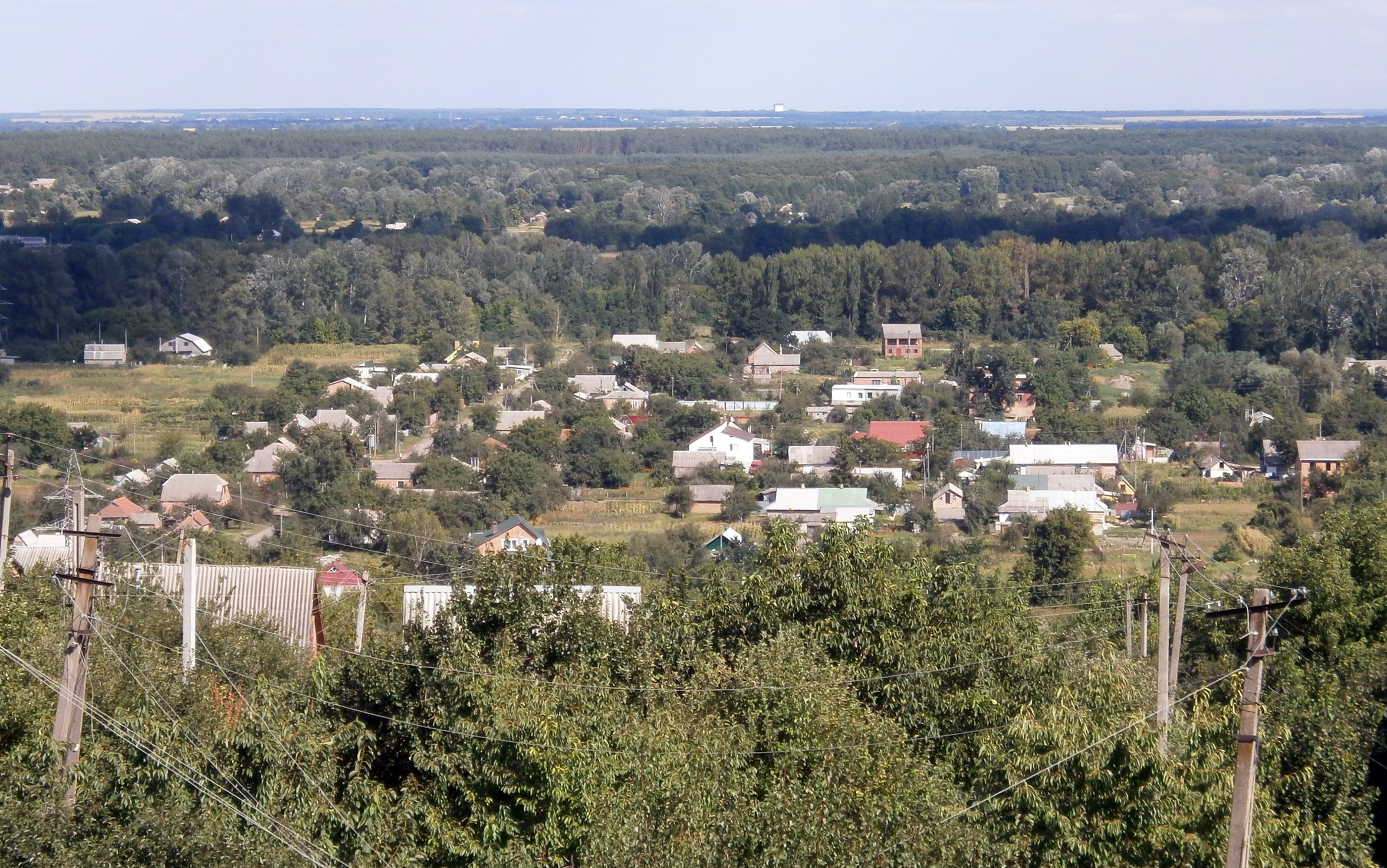
Ortsansicht

## Geografische Lage
Die Ortschaft liegt auf einer Höhe von 87 m am Ufer der Worskla, 10 km nördlich der Stadtmitte vom Rajon- und Oblastzentrum Poltawa.
Westlich vom Dorf verläuft die Fernstraße N 12.

## Geschichte

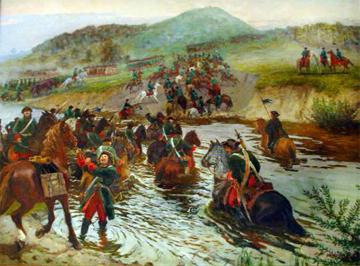
Künstlerische Interpretation der Überquerung der Worskla durch russische Truppen

Das Dorf wurde 1922 zu Ehren des Dorfvorstehers in Кротенки Krotenky umbenannt und erhielt, im Zuge der Dekommunisierung in der Ukraine am 12. Mai 2016 durch die Resolution Nr. 1353-VIII der Werchowna Rada wieder seinen alten Namen Semjaniwka zurück.
Im Dorf befindet sich eines der größten Denkmäler zu Ehren der Überquerung russischer Truppen unter der Führung von Peter I. über die Worskla während der Schlacht bei Poltawa, die hier stattgefunden haben soll.

## Gemeinde
Am 12. Juni 2020 wurde das Dorf ein Teil der neugegründeten Stadtgemeinde Poltawa, bis dahin bildete es zusammen mit den Dörfern Jazynowa Slobidka (Яцинова Слобідка), Olepiry (Олепіри), Patlajiwka (Патлаївка) und Terniwschtschyna (Тернівщина) die gleichnamige Landratsgemeinde Semjaniwka (Сем'янівська сільська рада/Semjaniwska silska rada) im Zentrum des Rajons Poltawa.